# Dremomys lokriah
La ardilla del himalaya (Dremomys lokriah) es una especie de roedor esciuromorfo de la familia Sciuridae. Se encuentra en China, India, Birmania y Nepal.
Es una especie diurna y arbórea, que también busca comida en el suelo de la selva.